# Cynthia MacGregor
Cynthia „Cinny“ MacGregor (* 26. März 1964; † 13. Februar 1996) war eine US-amerikanische Tennisspielerin. Ihre jüngere Schwester Cammy war ebenfalls Tennisprofi.

## Karriere
In ihrer Tennislaufbahn gewann sie einen Doppeltitel auf der WTA Tour, 1987 zusammen mit ihrer Schwester.
Ihr Viertelfinaleinzug in der Doppelkonkurrenz der Australian Open im Jahr 1990 war ihr bestes Abschneiden bei einem Grand-Slam-Turnier.
Ihre letzte Partie auf der Damentour spielte sie im August 1995. In den Jahren davor war sie nur noch im Mixed-Wettbewerb von Wimbledon angetreten.
Sie starb am 13. Februar 1996 an den Komplikationen einer Anorexie.

## Turniersiege

### Doppel
| Nr. | Datum      | Turnier | Kategorie | Belag           | Partnerin       | Finalgegnerinnen                | Ergebnis      |
| --- | ---------- | ------- | --------- | --------------- | --------------- | ------------------------------- | ------------- |
| 1.  | April 1987 | Taipeh  | WTA       | Teppich (Halle) | Cammy MacGregor | Sandy Collins Sharon Walsh-Pete | 7:6, 5:7, 6:4 |